# Skålholmane
Skålholmane est une île norvégienne dans le comté de Hordaland. Elle fait partie du territoire de l'ancienne commune de Meland, aujourd'hui rattachée à Alver.

## Géographie
Rocheuse et désertique, elle s'étend sur environ 187 m de longueur pour une largeur approximative de 80 m. 